# Medalistki mistrzostw Polski seniorów w biegu na 10 000 metrów
Medalistki mistrzostw Polski seniorów w biegu na 10 000 metrów – zdobywczynie medali seniorskich mistrzostw Polski w konkurencji biegu na 10 000 metrów.
Bieg na 10 000 metrów kobiet został rozegrany na mistrzostwach kraju po raz pierwszy na  mistrzostwach w 1984 r., które odbyły się w Sopocie. Zwyciężyła Renata Kokowska z Orła Wałcz, która uzyskała czas 34:04,06.
Mistrzostwa Polski w biegu na 10 000 metrów kobiet są zwykle rozgrywane w innych terminach i miejscach niż główne mistrzostwa Polski (z wyjątkiem mistrzostw w latach 1992-1995 i 1997-2001).
Najwięcej medali mistrzostw Polski (siedem) zdobyła Dorota Gruca, która również wywalczyła najwięcej złotych medali (sześć).
Aktualny rekord mistrzostw Polski seniorów w biegu na 10 000 metrów wynosi 31:52,11 i został ustanowiony przez Dorotę Grucę podczas mistrzostw w 2004 w Policach.

## Medalistki
| NR – rekord kraju \| PB – rekord życiowy \| SB – najlepszy wynik w sezonie \| NL – najlepszy wynik w polskich tabelach w sezonie |

| Mistrzostwa             | 1. miejsce                                     | Rezultat    | 2. miejsce                                  | Rezultat                                         | 3. miejsce                                         | Rezultat    |
| 1922-1983               | nie rozgrywano                                 |             |                                             |                                                  |                                                    |             |
| Sopot 1984              | Renata Kokowska Orzeł Wałcz                    | 34:04,06    | Czesława Mentlewicz Kłos Olkusz             | 35:13,16                                         | Grażyna Mierzejewska Bałtyk Gdynia                 | 35:37,30    |
| Sopot 1985              | Renata Kokowska Orzeł Wałcz                    | 34:03,28 NR | Gabriela Górzyńska Zawisza Bydgoszcz        | 34:11,08                                         | Grażyna Mierzejewska Bałtyk Gdynia                 | 34:15,01    |
| Sopot 1986              | Renata Kokowska Orzeł Wałcz                    | 33:27,95 NR | Anna Iskra AZS Katowice                     | 34:24,15                                         | Małgorzata Birbach Gwardia Olsztyn                 | 34:25,45    |
| Sopot 1987              | Renata Kokowska Orzeł Wałcz                    | 33:00,60 NR | Wanda Panfil Lechia Tomaszów Mazowiecki     | 33:06,31                                         | Małgorzata Birbach Gwardia Olsztyn                 | 33:25,36    |
| Sopot 1988              | Renata Kokowska Orzeł Wałcz                    | 33:07,08    | Anna Iskra AZS Katowice                     | 33:31,25                                         | Irena Czuta Kolejarz Katowice                      | 33:32,00    |
| Kraków 1989             | Lidia Camberg AZS-AWF Katowice                 | 34:40,37    | Anna Rybicka AZS-AWF Wrocław                | 34:44,92                                         | Kamila Gradus Legia Warszawa                       | 34:48,00    |
| Sopot 1990              | Anna Rybicka AZS-AWF Wrocław                   | 32:51,83    | Grażyna Kowina Kłos Olkusz                  | 33:03,20                                         | Izabela Zatorska Tajfun Krosno                     | 33:12,97    |
| Sopot 1991              | Irena Czuta Technik Komorno                    | 33:02,38    | Izabela Zatorska Tajfun Krosno              | 33:10,65                                         | Renata Kokowska Bukowina Wałcz                     | 33:14,87    |
| Warszawa 1992           | Anna Rybicka AZS-AWF Wrocław                   | 34:02,90    | Lidia Camberg AZS-AWF Katowice              | 34:30,45                                         | Iwona Klimczak Gwardia Olsztyn                     | 34:41,63    |
| Kielce 1993             | Anna Rybicka AZS-AWF Wrocław                   | 33:20,38    | Izabela Zatorska Krośnianka Krosno          | 33:43,30                                         | Danuta Marczyk LZS Koluszki                        | 34:12,70    |
| Piła 1994               | Aniela Nikiel Piast Cieszyn                    | 34:11,28    | Izabela Zatorska MKS Krośnianka             | 34:27,78                                         | Janina Malska Kłos Olkusz                          | 34:53,85    |
| Warszawa 1995           | Dorota Gruca Agros Zamość                      | 34:00,58    | Aniela Nikiel Piast Cieszyn                 | 34:01,61                                         | Elżbieta Nadolna AZS-AWF Wrocław                   | 34:08,91    |
| Białystok 1996          | Dorota Gruca Agros Zamość                      | 33:25,28    | Aniela Nikiel Piast Cieszyn                 | 33:25,41                                         | Danuta Marczyk LZS Koluszki                        | 33:32,83    |
| Bydgoszcz 1997          | Renata Paradowska Eris Piaseczno               | 33:26,80    | Aniela Nikiel Piast Cieszyn                 | 33:36,84                                         | Danuta Marczyk LZS Koluszki                        | 33:48,18    |
| Wrocław 1998            | Dorota Gruca Agros Zamość                      | 33:12,92    | Elżbieta Jarosz Śląsk Wrocław               | 33:14,81                                         | Marzena Michalska Wawel Kraków                     | 33:45,26    |
| Kraków 1999             | Dorota Gruca Agros Zamość                      | 33:54,38    | Małgorzata Sobańska AZS-AWF Wrocław         | 34:04,08                                         | Ernestyna Bielska Wawel Kraków                     | 34:43,10    |
| Kraków 2000             | Justyna Bąk Znicz Biłgoraj                     | 32:58,97    | Dorota Giezek Agros Zamość                  | 33:01,10                                         | Kamila Gradus Legia Warszawa                       | 33:36,53    |
| Bydgoszcz 2001          | Dorota Giezek Agros Zamość                     | 34:05,97    | Marzena Michalska Wawel Kraków              | 34:19,27                                         | Małgorzata Sobańska Olimpia Poznań                 | 34:25,05    |
| Szczecin 2002           | Marzena Michalska Wawel Kraków                 | 33:16,64    | Kalina Szteyn Olimpia Poznań                | 33:29,31                                         | Karolina Jarzyńska AZS-AWF Wrocław                 | 33:46,92    |
| Bielsko-Biała 2003      | Patrycja Włodarczyk AZS-AWF Katowice           | 34:16,77    | Edyta Lewandowska RKS Łódź                  | 34:25,57                                         | Małgorzata Jamróz Warszawianka                     | 34:32,51    |
| Police 2004             | Dorota Gruca Agros Zamość                      | 31:52,11 NR | Wioletta Janowska AZS-AWF Kraków            | 32:16,27                                         | Grażyna Syrek Olimpia Poznań                       | 33:28,73    |
| Międzyzdroje 2005       | Grażyna Syrek Olimpia Poznań                   | 33:21,73    | Monika Drybulska Olimpia Poznań             | 33:48,37                                         | Marzena Kłuczyńska Orkan Wielkopolska Poznań       | 34:02,29    |
| Międzyzdroje 2006       | Grażyna Syrek Olimpia Poznań                   | 33:21,73    | Renata Antropik Warszawianka                | 35:43,96                                         | Joanna Kamińska Budowlani Częstochowa              | 36:11,49    |
| Warszawa 2007           | Lidia Chojecka Warszawianka                    | 32:55,10    | Katarzyna Kowalska Vectra Włocławek         | 33:27,70                                         | Marta Wojtkuńska Vectra Włocławek                  | 33:27,70    |
| Kozienice 2008          | Wioletta Frankiewicz AZS-AWF Kraków            | 32:53,67    | Agnieszka Ciołek AZS-AWF Wrocław            | 34:32,09                                         | Eliza Gawryluk AZS-UWM Olsztyn                     | 34:39,23    |
| Kędzierzyn-Koźle 2009   | Katarzyna Kowalska Vectra-DGS Włocławek        | 33:22,90    | Aleksandra Jakubczak Agros Zamość           | 34:44,53                                         | Maria Maj-Roksz Wejher Wejherowo                   | 35:06,95    |
| Sosnowiec 2010          | Agnieszka Ciołek AZS-AWF Wrocław               | 33:41,00    | Aleksandra Jakubczak Agros Zamość           | 34:24,41                                         | Agnieszka Jerzyk KS 64-sto Leszno                  | 34:25,10    |
| Lidzbark Warmiński 2011 | Iwona Lewandowska Vectra-DGS Włocławek         | 33:34,49    | Aleksandra Jakubczak Agros Zamość           | 33:56,30                                         | Anna Jakubczak-Pawelec Agros Zamość                | 33:59,15    |
| Mikołów 2012            | Wioletta Frankiewicz AZS-AWF Kraków            | 34:06,38 SB | Iwona Lewandowska Vectra-DGS Włocławek      | 34:07,01                                         | Katarzyna Kowalska Vectra-DGS Włocławek            | 34:11,78 SB |
| Inowrocław 2013         | Agnieszka Mierzejewska Płomień Sosnowiec       | 34:14,17    | Iwona Lewandowska Vectra Włocławek          | 34:37,63                                         | Justyna Korytkowska Prefbet Śniadowo Łomża         | 34:53,41 PB |
| Postomino 2014          | Marta Krawczyńska LLKS Smętowo Graniczne       | 34:41,81 PB | Monika Stefanowicz Grunwald Poznań          | 34:42,12                                         | Justyna Korytkowska Prefbet Śniadowo Łomża         | 35:21,03    |
| Wieliczka 2015          | Paulina Kaczyńska WMLKS Pomorze Stargard Szcz. | 33:26,59 PB | Dominika Napieraj AZS-AWF Wrocław           | 33:53,40 PB                                      | Angelika Mach AZS UMCS Lublin                      | 34:43,12 PB |
| Białogard 2016          | Katarzyna Rutkowska Podlasie Białystok         | 34:25,71 PB | Marta Krawczyńska STS Pomerania Szczecin    | 34:27,55 PB                                      | Angelika Mach AZS UMCS Lublin                      | 34:35,95 PB |
| Rybnik 2017             | Katarzyna Rutkowska Podlasie Białystok         | 33:42,49    | Iwona Bernardelli LKS Vectra Włocławek      | 33:48,74                                         | Angelika Mach AZS UMCS Lublin                      | 34:23,43 PB |
| Łomża 2018              | Katarzyna Rutkowska Podlasie Białystok         | 33:24,08    | Paulina Kaczyńska WMLKS Pomorze Stargard    | 33:29,05                                         | Olga Kalendarowa-Ochal LŁKS Prefbet Śniadowo Łomża | 34:14,19    |
| Białogard 2019          | Paulina Kaczyńska WMLKS Pomorze Stargard       | 32:53,65 PB | Renata Pliś MKL Maraton Świnoujście         | 33:07,35                                         | Anna Gosk KS Podlasie Białystok                    | 33:15,16 PB |
| Karpacz 2020            | Katarzyna Jankowska KS Podlasie Białystok      | 33:10,52    | Izabela Paszkiewicz AZS UMCS Lublin         | 33:14,34 PB                                      | Aleksandra Lisowska KS AZS UWM Olsztyn             | 33:42,21 PB |
| Goleniów 2021           | Sylwia Indeka LKS Pszczyna                     | 33:24,16 PB | Izabela Paszkiewicz AZS UMCS Lublin         | 33:25,67                                         | Renata Pliś MKL Maraton Świnoujście                | 33:26,06    |
| Międzyrzecz 2022        | Aleksandra Lisowska KS AZS UWM Olsztyn         | 32:55,09 PB | Beata Topka ULKS Talex Borzytuchom          | 33:12,03 PB                                      | Weronika Lizakowska KUKS Remus Kościerzyna         | 33:14,52    |
| Olkusz 2023             | Julia Koralewska AZS-AWFiS Gdańsk              | 33:48,95 PB | Aleksandra Lisowska KS AZS UWM Olsztyn      | 33:50,85                                         | Olimpia Breza KUKS Remus Kościerzyna               | 34:32,45 PB |
| Ustka 2024              | Olimpia Breza KUKS Remus Kościerzyna           | 33:49,64 PB | Julia Koralewska AZS-AWFiS Gdańsk           | 33:49,64 o 0,006 sekundy wolniej od zwyciężczyni | Angelika Mach AZS UMCS Lublin                      | 33:58,43    |
| Warszawa 2025.          | Olimpia Breza KUKS Remus Kościerzyna           | 33:13,22 PB | Katarzyna Napiórkowska LKS Maków Mazowiecki | 33:24,62 PB                                      | Elżbieta Glinka Passion First Warszawa             | 33:33,22    |

## Klasyfikacja medalowa
W historii mistrzostw Polski seniorów na podium tej imprezy stanęły w sumie 63 biegaczki. Najwięcej medali – 7 – wywalczyła Dorota Gruca, która zdobyła również najwięcej złotych (6). W tabeli kolorem wyróżniono zawodniczki, którzy wciąż są czynnymi lekkoatletkami.
| Lp. | Zawodniczka            | Złoto | Srebro | Brąz | Razem |
| 1.  | Dorota Gruca           | 6     | 1      | 0    | 7     |
| 2.  | Renata Kokowska        | 5     | 0      | 1    | 6     |
| 3.  | Katarzyna Jankowska    | 4     | 0      | 0    | 4     |
| 4.  | Anna Rybicka           | 3     | 1      | 0    | 4     |
| 5.  | Wioletta Frankiewicz   | 2     | 1      | 0    | 3     |
| 5.  | Paulina Kaczyńska      | 2     | 1      | 0    | 3     |
| 5.  | Agnieszka Mierzejewska | 2     | 1      | 0    | 3     |
| 8.  | Grażyna Syrek          | 2     | 0      | 1    | 3     |
| 8.  | Olimpia Breza          | 2     | 0      | 1    | 3     |
| 10. | Iwona Lewandowska      | 1     | 3      | 0    | 4     |
| 10. | Aniela Nikiel          | 1     | 3      | 0    | 4     |
| 12. | Marzena Michalska      | 1     | 1      | 1    | 3     |
| 12. | Katarzyna Kowalska     | 1     | 1      | 1    | 3     |
| 12. | Aleksandra Lisowska    | 1     | 1      | 1    | 3     |
| 15  | Lidia Camberg          | 1     | 1      | 0    | 2     |
| 15. | Marta Krawczyńska      | 1     | 1      | 0    | 2     |
| 15. | Julia Koralewska       | 1     | 1      | 0    | 2     |
| 18. | Irena Czuta            | 1     | 0      | 1    | 2     |
| 19. | Justyna Bąk            | 1     | 0      | 0    | 1     |
| 19. | Lidia Chojecka         | 1     | 0      | 0    | 1     |
| 19. | Sylwia Indeka          | 1     | 0      | 0    | 1     |
| 19. | Renata Paradowska      | 1     | 0      | 0    | 1     |
| 19. | Patrycja Włodarczyk    | 1     | 0      | 0    | 1     |
| 24. | Izabela Zatorska       | 0     | 3      | 1    | 4     |
| 25. | Aleksandra Jakubczak   | 0     | 3      | 0    | 3     |
| 26. | Anna Iskra             | 0     | 2      | 0    | 2     |
| 26. | Izabela Paszkiewicz    | 0     | 2      | 0    | 2     |
| 26. | Monika Stefanowicz     | 0     | 2      | 0    | 2     |
| 29. | Elżbieta Jarosz        | 0     | 1      | 1    | 2     |
| 29. | Renata Pliś            | 0     | 1      | 1    | 2     |
| 29. | Małgorzata Sobańska    | 0     | 1      | 1    | 2     |
| 32. | Renata Antropik        | 0     | 1      | 0    | 1     |
| 32. | Gabriela Górzyńska     | 0     | 1      | 0    | 1     |
| 32. | Grażyna Kowina         | 0     | 1      | 0    | 1     |
| 32. | Edyta Lewandowska      | 0     | 1      | 0    | 1     |
| 32. | Czesława Mentlewicz    | 0     | 1      | 0    | 1     |
| 32. | Dominika Napieraj      | 0     | 1      | 0    | 1     |
| 32. | Wanda Panfil           | 0     | 1      | 0    | 1     |
| 32. | Kalina Szteyn          | 0     | 1      | 0    | 1     |
| 32. | Beata Topka            | 0     | 1      | 0    | 1     |
| 32. | Katarzyna Napiórkowska | 0     | 1      | 0    | 1     |
| 42. | Angelika Mach          | 0     | 0      | 4    | 4     |
| 43. | Danuta Marczyk         | 0     | 0      | 3    | 3     |
| 44. | Małgorzata Birbach     | 0     | 0      | 2    | 2     |
| 44. | Kamila Gradus          | 0     | 0      | 2    | 2     |
| 44. | Justyna Korytkowska    | 0     | 0      | 2    | 2     |
| 44. | Grażyna Mierzejewska   | 0     | 0      | 2    | 2     |
| 48. | Ernestyna Bielska      | 0     | 0      | 1    | 1     |
| 48. | Eliza Gawryluk         | 0     | 0      | 1    | 1     |
| 48. | Anna Gosk              | 0     | 0      | 1    | 1     |
| 48. | Anna Jakubczak-Pawelec | 0     | 0      | 1    | 1     |
| 48. | Małgorzata Jamróz      | 0     | 0      | 1    | 1     |
| 48. | Karolina Jarzyńska     | 0     | 0      | 1    | 1     |
| 48. | Agnieszka Jerzyk       | 0     | 0      | 1    | 1     |
| 48. | Olga Kalendarowa-Ochal | 0     | 0      | 1    | 1     |
| 48. | Joanna Kamińska        | 0     | 0      | 1    | 1     |
| 48. | Iwona Klimczak         | 0     | 0      | 1    | 1     |
| 48. | Marzena Kłuczyńska     | 0     | 0      | 1    | 1     |
| 48. | Weronika Lizakowska    | 0     | 0      | 1    | 1     |
| 48. | Maria Maj-Roksz        | 0     | 0      | 1    | 1     |
| 48. | Janina Malska          | 0     | 0      | 1    | 1     |
| 48. | Marta Wojtkuńska       | 0     | 0      | 1    | 1     |
| 48. | Elżbieta Glinka        | 0     | 0      | 1    | 1     |

## Zmiany nazwisk
Niektóre zawodniczki w trakcie kariery lekkoatletycznej zmieniały nazwiska. Poniżej podane są najpierw nazwiska panieńskie, a następnie po mężu:
Agnieszka Ciołek → Agnieszka Mierzejewska
Monika Drybulska → Monika Stefanowicz
Wioletta Frankiewicz → Wioletta Janowska → Wioletta Frankiewicz
Anna Gosk → Anna Bańkowska
Dorota Gruca → Dorota Giezek → Dorota Gruca
Anna Jakubczak → Anna Jakubczak-Pawelec
Karolina Jarzyńska → Karolina Nadolska
Iwona Lewandowska → Iwona Bernardelli
Elżbieta Nadolna → Elżbieta Jarosz
Katarzyna Rutkowska → Katarzyna Jankowska
Izabela Trzaskalska → Izabela Paszkiewicz